# غزل البنات

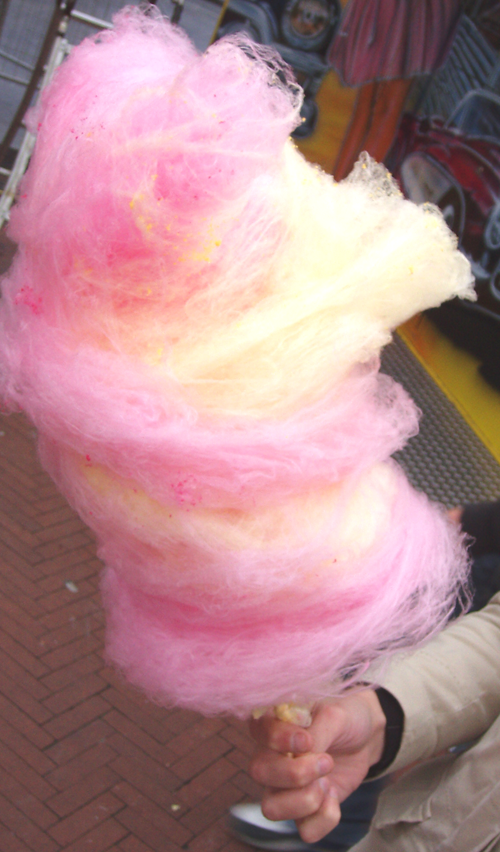
غزل البنات

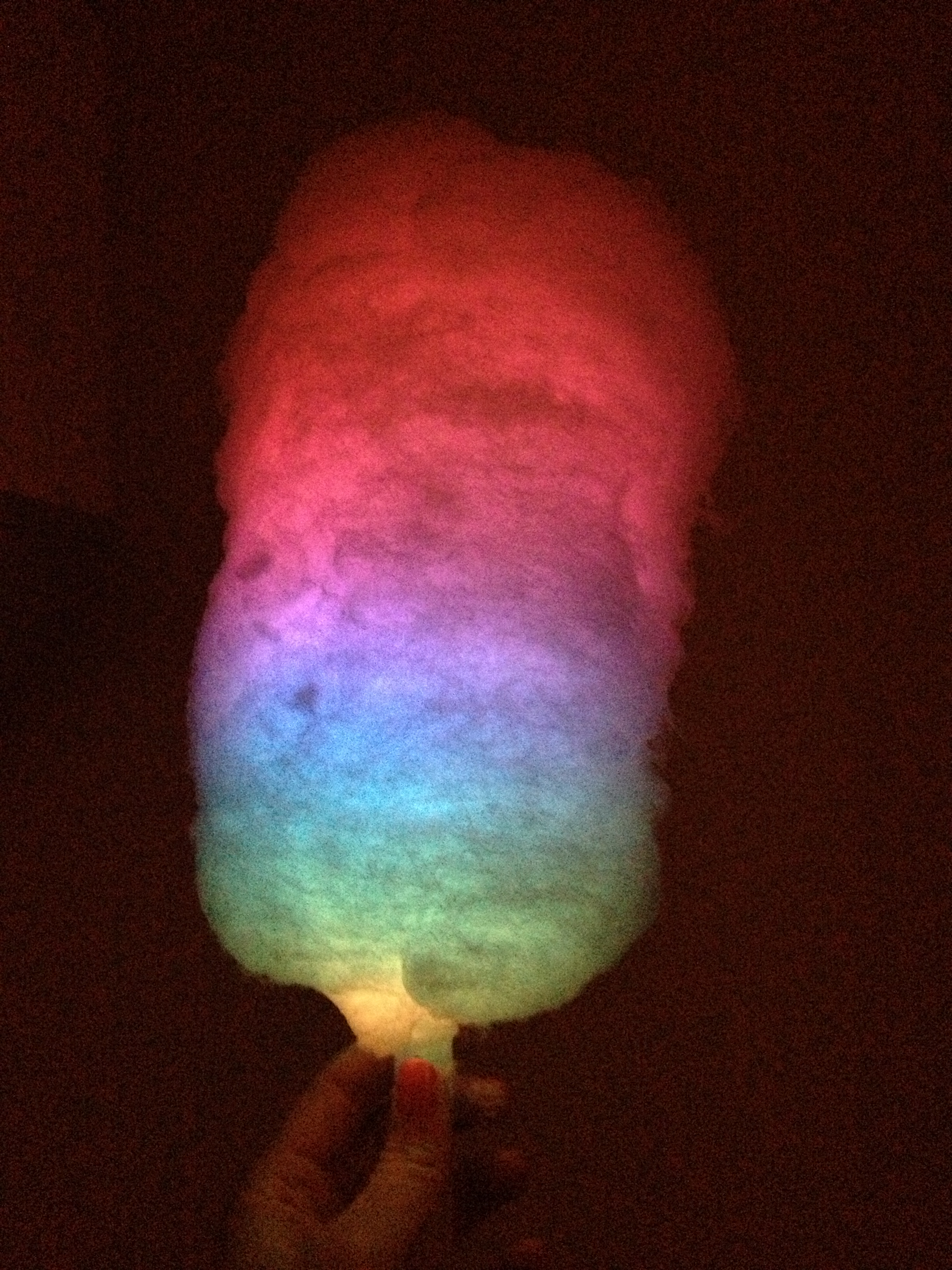

غزل البنات (في مصر والشام)، أو شعر البنات (في الأردن والعراق)، أو لحية بابا أو لحية الشايب (في الخليج)، أو حلوى القطن (في ليبيا)، أو لحية جدّي (في تونس)، أو حلاوه قطن (في السودان) أو حلوة الصوفة في المغرب. هي حلوى تصنع من خليط من الماء والسكر بتركيز عالٍ وباستخدم الطرد المركزي تتجمع خيوط من السكر على أطراف وعاء خاص، لتجمع فيما بعد مكونة ما يشبه القطن.

## التاريخ
تزعم العديد من الأماكن أصل حلوى غزل البنات، بعض المصادر تعتبرها كشكل من أشكال السكر المغزول الموجود في أوروبا في القرن التاسع عشر.حيث في ذلك الوقت كان السكر المغزول مكلفًا ومجهودًا كثيف العمالة ولم يكن متاحًا بشكل عام للشخص العادي. يقترح آخرون أن نسخًا من السكر المغزول نشأت في إيطاليا منذ القرن الخامس عشر.
تم اختراع حلوى القطن المغزولة آليًا في عام 1897 من قبل طبيب الأسنان ويليام موريسون والحلواني جون سي وارتون، وتم تقديمها لأول مرة لجمهور عريض في المعرض العالمي لعام 1904 باسم "Fairy Floss" وتعني مشاقة حرير الجنيات، حازت نجاح كبير حيث بيع 68655 صندوقًا بسعر 25 (ما يعادل 7.11 دولارًا أمريكيًا في عام 2019) لكل صندوق. في 6 سبتمبر 1905 قدم ألبرت د.روبنسون من لين بولاية ماساتشوستس براءة اختراعه لآلة غزل البنات الكهربائية. كانت براءة الاختراع عبارة عن مزيج من وعاء قابل للدوران يعمل بمحرك وبادئ إلكتروني يحافظ على التدفئة بكفاءة. بحلول مايو 1907 نقل حقوقه إلى شركة جنرال إلكتريك في نيويورك. لا تزال براءة اختراعه حتى يومنا هذا بمثابة آلة غزل البنات الأساسية.
اخترع جوزيف لاسكو يعمل طبيب أسنان من نيو أورلينزفي لويزيانا آلة حلوى غزل البنات مماثلة في عام 1921. في أستراليا.في السبعينيات من القرن الماضي تم إنشاء آلة أوتوماتيكية لغزل البنات والتي كانت تقوم بصنع الحلوى وتعبئتها. مماجعل من السهل إنتاجها وإتاحتها للبيع في الكرنفالات والمعارض والمتاجر في السبعينيات وما بعدها.
يتم الاحتفال باليوم الوطني لحلوى القطن في الولايات المتحدة في 7 ديسمبر.

## الإنتاج
تشمل الآلات النموذجية المستخدمة في صنع حلوى القطن رأسًا دوارًا يحيط بوعاء صغير «يحجز السكر» تُسكب فيه شحنة من حبيبات السكر الملونة (أو سكر منفرد وملون غذائي). تقوم السخانات بالقرب من حافة الرأس بإذابة السكر، والذي يتم ضغطه من خلال ثقوب صغيرة بقوة الطرد المركزي.
يتجمد السكر المصهور في الهواء ويتم التقاطه في وعاء أكبر يحيط بالكامل بالرأس الدوار. يُترك لفترة من الوقت، ويتراكم على الجدران الداخلية للوعاء الأكبر المنتج الذي يشبه القطن، وعند هذه النقطة يقوم مشغلو الماكينة بلف عصا أو مخروط حول حافة وعاء الالتقاط الكبير، وتجميع خيوط السكر في أجزاء تكون مغلفة على عصا أو مخروط أو في أكياس بلاستيكية. عندما يفرغ وعاء السكر الصغير، يقوم المشغل بإعادة شحنه بمزيد من المواد الأولية. يكون المنتج حساس للرطوبة، وفي الأماكن الصيفية الرطبة يمكن أن تكون العملية فوضوية ولزجة.
تشمل الابتكارات الحديثة في معدات حلوى غزل البنات آلات البيع التي تنتج تلقائيًا حصصًا فردية من المنتج والتي تم تطويرها في تايوان.

## المنكهات
عادة ما تكون المواد الأولية لحلوى غزل البنات ملونة ومنكهة. لكن عند الغزل تكون حلوى غزل البنات بيضاء لأنها مصنوعة من السكر، لكن إضافة الصبغة أو التلوين يغير اللون اللون. في الأصل كانت حلوى القطن بيضاء فقط. في الولايات المتحدة يتوفر حلوى غزل البنات بمجموعة متنوعة من النكهات، ولكن يسود لونان توت العليق الأزرق والفانيليا الوردية ، كلاهما تم إعداده في الأصل بواسطة علامة Gold Medal (التي تستخدم الاسمين "Boo Blue" و "Silly Nilly").قد تخرج حلوى غزل البنات باللون الأرجواني عند مزجها.

## بيعه
في أوائل القرن الماضي، القرن العشرين، كان يباع بين البيوت في الشوارع والأزقة الشعبية حيث تجمع المادة القطنية للسكر المنفوش على عيدان رفيعة وتثبت هذه العيدان المحملة بقطن السكر المنفوش على حامل خشبي يدور بها البائع باحثا عن الصبية لشرائها.
الآن لم يعد أولئك الباعة يجمعون غزل البنات على العيدان الصغيرة بل يعبئون غزل البنات في أكياس نايلون صغيرة ليتحول غزل البنات المنفوش إلى مادة سكرية مكبوسة بدلا من أن تكون منفوشة.

## الصحة
به نسبة عالية من السكر.